# Toschia spinosa
Toschia spinosa är en spindelart som beskrevs av Holm 1968. Toschia spinosa ingår i släktet Toschia och familjen täckvävarspindlar.
Artens utbredningsområde är Kongo. Inga underarter finns listade i Catalogue of Life.